# CrossAsia

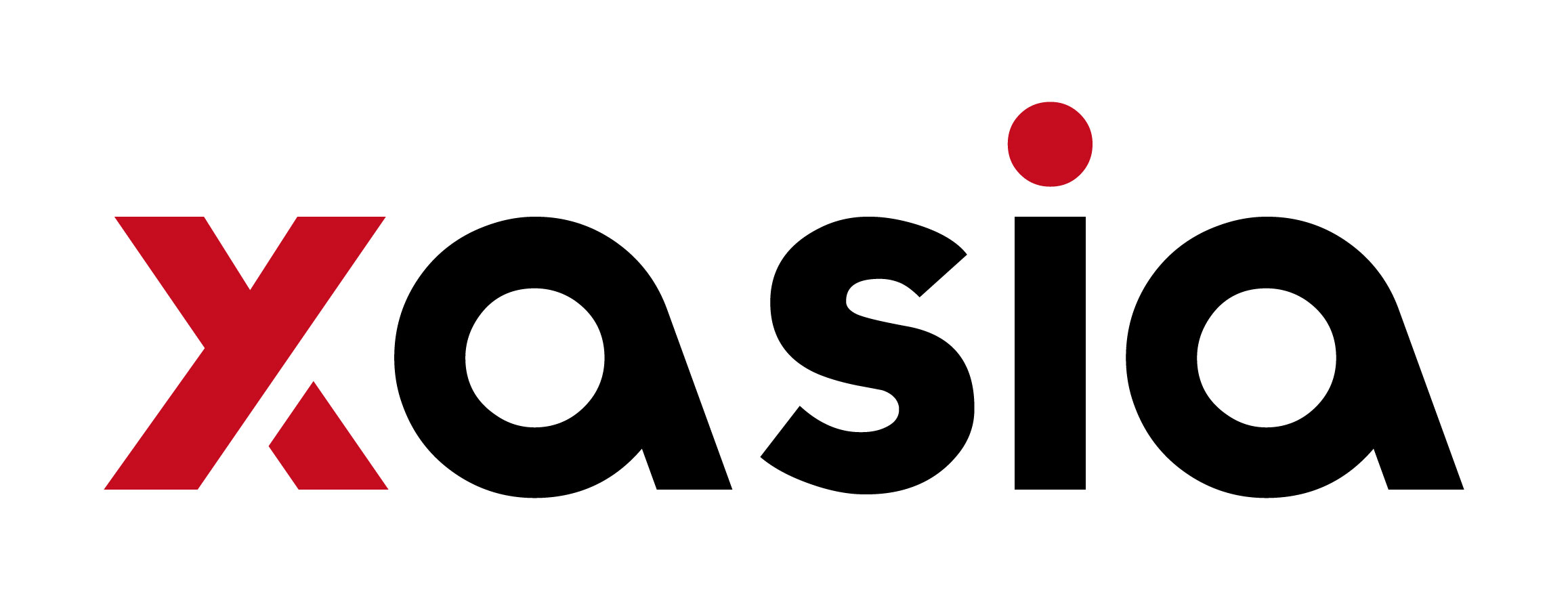
CrossAsia Logo

CrossAsia (auch xAsia) ist ein Fachportal für die Asienwissenschaften.
Verantwortlich für den Aufbau und die Entwicklung des Portals und die Koordination des Projektes ist die Ostasienabteilung der Staatsbibliothek zu Berlin, die bis 2015 auch das Sondersammelgebiet 6.25, Ost- und Südostasien betreut hat. Seit 2016 betreibt die Abteilung den Fachinformationsdienst (FID) Asien, der wie bereits die Sondersammelgebiete durch die DFG (Deutsche Forschungsgemeinschaft) und die Staatsbibliothek zu Berlin finanziert wird. Primäres Ziel des Portals CrossAsia ist ein am Spitzenbedarf orientierter, zentraler und kostenfreier Zugriff auf einschlägige gedruckte wie elektronische Ressourcen für die Asienwissenschaften sowohl in lateinischer als auch in asiatischen Schriften.

## Angebote
Die wichtigsten Angebote und Services von CrossAsia lassen sich in unterschiedliche Bereich aufteilen.

### Bereitstellung von Informationsressourcen

#### CrossAsia Suche und Volltextsuche
Die CrossAsia Suche ermöglicht mit einer integrierten Suche den Zugang zu allen über den FID Asien verfügbaren Ressourcen, gedruckt und elektronisch, sowie die bibliographische Recherche in weiteren relevanten Datenbeständen. Die CrossAsia Volltextsuche mit ihren zwei Betaversionen – der „geführten“ und der „explorativen“ Volltextsuche – ermöglicht eine umfassende Volltextsuche über die Ressourcen verschiedener Datenbanken.

#### Blauer Leihverkehr
Der Blaue Leihverkehr dient der schnellen Direktlieferung von Materialien der Ostasienabteilung, Staatsbibliothek zu Berlin, in den ost-, südost- und zentralasiatischen Sprachen sowie von Materialien des Südasien-Instituts, Universität Heidelberg, in den südasiatischen Sprachen. Die Belieferung durch den „Blauen Leihverkehr“ nutzen heute ca. 200 Institutionen weltweit, die mit der Ostasienabteilung oder dem FID Asien einen Vertrag über diesen Service abgeschlossen haben.
Die Leihfrist für Medien, die per „Blauen Leihverkehr“ entliehen wurden, beträgt ein Jahr.

#### CrossAsia PDA (Patron Driven Acquisition)
Über die CrossAsia Patron Driven Acquisition können alle Nutzer Anschaffungsvorschläge machen. Es wird lediglich überprüft, ob sich das Werk bereits in der Sammlung befindet und wird bei negativem Befund normalerweise angeschafft. Natürlich sollte das Werk dem Sammlungsschwerpunkt für asienbezogene Wissenschaften entsprechen.
Um die Erwerbungen im Rahmen des FID noch enger mit den Bedürfnissen der Fachcommunity zu verschränken, bietet die CrossAsia Suche eine Reihe von Ressourcen mit japanischer, chinesischer, koreanischer, tibetischer, südost- und südasiatischer Literatur an, die über einen Link direkt in ein Formular für Anschaffungswünsche übertragen werden.

#### CrossAsia DoD (Digitisation on Demand)
CrossAsia DoD (Digitisation on Demand) ist ein nachfrageorientierter Digitalisierungsservice für gemeinfreie oder vergriffene Titel mit Asienbezug und für Werke, für die CrossAsia die einfachen Nutzungsrechte zur Digitalisierung und Bereitstellung hält. Zur Digitalisierung können Titel mit Asienbezug aus den Beständen der Staatsbibliothek zu Berlin vorgeschlagen werden. CrossAsia DoD richtet sich als kostenfreier Service an die Fachcommunity der Asienwissenschaften.

#### Datenbanken
CrossAsia bietet Nutzer mit Sitz in Deutschland Zugang zu einer großen Auswahl lizenzierter digitaler Ressourcen und mehr als 200 Datenbanken mit Asienbezug. Dazu zählen u. a.: 中國基本古籍庫 (Zhongguo jiben gujiku), 明清实录 (Ming Qing shilu), 四庫全書 (Siku Quanshu), 《四部丛刊》全文检索版 (Sibu congkan), 漢達文庫 (Chinese Ancient Texts), 国学宝典 (Guoxue Baodian), 古今圖書集成 (The Complete Classics Collection of Ancient China), Dissertations of China, Policies and Laws of China, 中国谱牒库 (Zhongguo pudieku), 宋會要輯稿 (Songhuiyao jigao), 永乐大典 (Yongle dadian), 全国人民代表大会资料库 (Database of the National People's Congress), 中国人民政治协商会议资料库 (Chinese People's Political Consultative Conference Document Database), 中国政府资料库 (Database of the Chinese Government), 中国共产党数据库 (Database of the Communist Party of China), LawInfoChina (北大法律英文网), 人民日報 (Renmin ribao), JapanKnowledge, 日経 テレコン 21 (Nikkei Telecom21), RISS International, 人民复印报刊资料 (Renmin fuyin baokan ziliao), China Academic Journals, China Online Journals, 台灣電子期刊 (Taiwan Electronic Periodical Services), 学術コンテンツ・ポータル(GeNII), 論文 情報 ナビゲーター(CiNII), Apabi E-Books Collection, 全国报刊索引 (National Index to Chinese Newspapers & Periodicals), Online Contents Ost- und Südostasien, Online Contents Asia and North Africa, Online Contents Südasien, MagazinePlus, BookPlus, 政策情報プラットフォーム (Policy Information Platform), 字通 (Jitsu).

#### Digitalisierte Sammlungen, Themenportale und OGEA (Online Guide East Asia)
Im Rahmen von CrossAsia hat die Staatsbibliothek zu Berlin mit ihrer Ostasienabteilung eine Reihe von digitalisierten Sammlungen initiiert und aufgebaut.
CrossAsia bietet Zugang zu speziellen Themen über die Themenportale Präsentationen zu Nachlässen und Sammlungen, einzelnen Bibliographien, Lexika oder Nachschlagewerken.
Online Guide East Asia (OGEA): OGEA bietet Zugriff auf nach Qualitätskriterien intellektuell ausgewählte und kommentierte elektronische Ressourcen, vor allem Internetquellen. Fachliches Browsing ist ebenso möglich wie eine Suche mit Filteroptionen.

### Elektronisches Publizieren

#### CrossAsia Open Access Repository
CrossAsia fühlt sich dem Open Access Gedanken verpflichtet und unterstützt mit seiner Publikationsplattform, dem CrossAsia Open Access Repository, den unbeschränkten und kostenfreien Zugang zu wissenschaftlicher Information.

### Forschungservices

#### CrossAsia LAB
Im CrossAsia LAB werden unterschiedliche IT-Anwendungen und -Tools vorgestellt, die im CrossAsia-Kontext für Forschungszwecke entstanden sind und zur kostenfreien Nutzung zur Verfügung stehen. Dazu gehören u. a. N-Gramm Datensets, ein Transliterationstool und zusätzliche Suchfunktionen für Volltexte im CrossAsia ITR (Integriertes Textrepositorium).

#### Forschungsdaten
CrossAsia-Nutzer erhalten hier einführende Informationen zu Forschungsdaten in den asienbezogenen Wissenschaften sowie Links zu weiterführenden Informationsseiten. Zudem bietet CrossAsia Beratungen zum Thema Forschungsdaten und -sicherung sowie die dazugehörigen Tools an.

### Wissenschaftskommunikation

#### CrossAsia Classroom
Der CrossAsia Classroom bündelt Informationen zu Schulungsangeboten, aktuelle Termine sowie Informationsmaterialien wie Flyer, Handouts, How-to-Videos etc.

#### CrossAsia Blog, Twitter-Account und Forum
Der CrossAsia Blog und Twitter-Account gibt aktuelle Hinweise, Ankündigungen und berichtet über Neuerungen der CrossAsia Plattform sowie über wichtige Themen für CrossAsia-Nutzer. Ausgewählte Beiträge aus dem Blog werden als HTML Newsletter (und bis Januar 2016 auch als PDF) angeboten.
Das Forum bietet eine Plattform, sich über die Verwendung der Datenbanken auszutauschen, Anregungen für Neuanschaffungen oder Verbesserungen zu geben, auf Fehler hinzuweisen, Fragen zu den Inhalten zu stellen und zu diskutieren u. a. m. Nur angemeldete Nutzer können Beiträge schreiben, hingegen können alle Forumsbesuchenden alle Beiträge lesen.

## Partner

### Aktuelle Projektpartner von CrossAsia
- Biblioteka Jagiellońska, Krakau
- Center for Research Libraries, Chicago
- The Chinese University of Hong Kong Library, Hongkong
- Leiden University – School of Asian Studies
- Max-Planck-Institut für Wissenschaftsgeschichte
- Mongolische Akademie der Wissenschaften
- National Central Library, Taipei
- National Institute of Japanese Literature, Tokyo
- National Taiwan University – Research Center for Digital Humanities
- TIB Hannover – Leibniz-Informationszentrum Technik und Naturwissenschaften
- ZBW Kiel – Leibniz-Informationszentrum Wirtschaft
- Zhejiang University, Hangzhou

### Projektpartner bis 2013
- GIGA Leibniz Institut für Globale und Regionale Studien und Institut für Asienkunde
- Institut für Sinologie der Ruprecht-Karls-Universität Heidelberg
- Niedersächsische Staats- und Universitätsbibliothek Göttingen
- Seminar für Japanologie der Eberhard Karls Universität Tübingen
- Seminar für Sinologie und Koreanistik der Eberhard Karls Universität Tübingen
- Verbundzentrale des Gemeinsamen Verbundkataloges (GVK)
- China World Wide Web Virtual Library (Internet Guide for Chinese Studies)

CrossAsia war bis 2011 Partner des interdisziplinären Portals vascoda.